# 东方经济论坛
东方经济论坛（俄语： 或ВЭФ）是自2015年9月起每年在俄罗斯符拉迪沃斯托克远东联邦大学举办的国际论坛，目的是鼓励外国在俄罗斯远东地区投资。